# Association sportive de Monaco (volley-ball)
Pour les articles homonymes, voir Association sportive de Monaco.
L'Association sportive de Monaco est un club de volley-ball de la Principauté de Monaco, section du club omnisports de l'Association sportive de Monaco. Il dispose aussi d'une section Beach-volley.
L'A.S. Monaco Volley est régulièrement parmi les premiers clubs français quant au nombre de licenciés.

## Palmarès

### Masculin
- Championnat de France de Nationale 2 de volley-ball masculin (1) :
  - Champion : 1998
- Championnat de France de Nationale 3 de volley-ball masculin (1) :
  - Champion : 2013
- Coupe de France de volley-ball masculin :
  - 1/4 de finale  : 1998
  - 1/16e de finale : 1999

### Féminin
- Nationale 2 (1) :
  - Champion : 2024
  - Vice-champion : 2025
- Nationale 3 :
  - Vice-champion : 2014

## Historique
Le club a évolué en Championnat de France Ligue B de 1999 à 2001.
- En 1993 – Championnat de France de Nationale 2 de volley-ball masculin.
- En 1994 – Championnat de France de Nationale 2 de volley-ball masculin.
- En 1995 – Championnat de France de Nationale 2 de volley-ball masculin.
- En 1996 – Championnat de France de Nationale 2 de volley-ball masculin.
- En 1997 – Championnat de France de Nationale 2 de volley-ball masculin.
- En 1998 – Championnat de France de Nationale 2 de volley-ball masculin. - CHAMPION -
- En 1999 – Championnat de Ligue B de volley-ball masculin.
- En 2000 – Championnat de Ligue B de volley-ball masculin.
- En 2001 – Championnat de Ligue B de volley-ball masculin.
- En 2007 – Championnat de France de Nationale 3 de volley-ball masculin.
- En 2008 – Championnat de France de Nationale 3 de volley-ball masculin.
- En 2009 – Championnat de France de Nationale 3 de volley-ball masculin.
- En 2010 – Championnat de France de Nationale 3 de volley-ball masculin.
- En 2011 – Championnat de France de Nationale 3 de volley-ball masculin.
- En 2012 – Championnat de France de Nationale 3 de volley-ball masculin. - CHAMPION -
- En 2013 – Championnat de France de Nationale 2 de volley-ball masculin.
- En 2014 – Championnat de France de Nationale 2 de volley-ball masculin.

- Ils ont joué à l'AS Monaco Volley - Alexandre Jioshvili (International Géorgien - Nice VB - GFCO Ajaccio) - Thierry Glowacz (International Français - AS Cannes) - Frédéric Bigler (Spacer's Toulouse - Castres VBC - AMSL Fréjus) - Stephane Ramirez (Marseille 13 VB - Aix UC) - Claudio Zulianello (International Argentin - Livourne ITA - Avignon VB- Grenoble Volley Université Club) - Marc Guary (Nice VB) - Arnaud Toch (AS Cannes) - Laurent Benhayoun (Avignon VB - Marseille 13 VB - Aic UC) - Manuel Di Bango (International Hondurien) - Dragan Pezelj (International Croate - Nice VB) - Philippe Mora (Nice VB - PSG Asnières - ASU Lyon) - Laurent Beraudo (Nice VB)

## Présidents du club
- Pierre Bertola (1994 à 2001)
- Christian Palmaro (2002 à 2016)
- Philippe Benguigui (2016 à 2018)
- Gilles Brillant (depuis 2018)

## Entraineurs
- Wieslaw Czaja - International Polonais - Champion du Monde (entraineur Castres - Pro B ; Ermont - Pro B; AZS Bialystok - Plus Liga Pologne ; Sélection Nationale Pologne U20)
- Eric N'Gapeth - International Français (entraineur PSG Asnières Volley - Pro A ; Tours VB - Pro A ; Poitiers - Pro A ; Paris Volley - Pro A ; Kemerovo - Super Liga Russie)
- Thierry Glowacz - International Français (entraineur Martigues - Pro B ; AS Fréjus Volley - N2)
- Dragan Pezelj - International  Croate (Nice VB - Pro A)

## Joueurs emblématiques
- Laurent Benhayoun ( Aix Université Club (Volley-Ball)) - (Marseille Volley 13) - (Avignon Volley-Ball)
- Claudio Zulianello International Argentin - Médaillé de Bronze aux JO de Séoul - (C.I.T. Livourne Série A Italie) - (Avignon Volley-Ball) - (Grenoble Volley Université Club) - (Boca Juniors Argentine)
- Frédéric Bigler (Spacer's de Toulouse Volley-Ball) - (AS Fréjus (volley-ball masculin)) - (Castres Volley-Ball)
- Alexandre Jioshvili International Géorgien - (Nice Volley-Ball) - (GFCO Ajaccio Volley-Ball) - (Avignon Volley-Ball) - (Hapoel Mate AsherD1 Israël)
- Stéphane Ramirez ( Aix Université Club (Volley-Ball)) - (Marseille Volley 13)
- Arnaud Toch (AS Cannes Volley-Ball) - (Nice Volley-Ball)
- Manuel Di Bango International Hondurien
- Thierry Glowacz International Français - (AS Cannes Volley-Ball)
- Dragan Pezelj International Croate (Nice Volley-Ball)
- Philippe Mora (Nice Volley-Ball) - (PSG Asnières Volley) - (ASUL Lyon Volley-Ball) - (Rennes Volley 35) - (Stade poitevin volley beach)
- Eric N'Gapeth International Français (AS Cannes Volley-Ball) - (AS Fréjus (volley-ball masculin))
- Kelly Grosky International Canadien (Calgary Dinos Canada) - (Belgique)
- Fabrice Heuty (Spacer's Toulouse Volley) - (Vincennes Volley Club) - (Volley-ball Club Ermont) - (VB St Jean de Luz) - (VB Pau) - (San Sebastian VB)
- Laurent Beraudo (Nice Volley-Ball)
- Marc Guary (Nice Volley-Ball) - (AS Fréjus (volley-ball masculin)
- Jean Ho Bao Loc (Nice Volley-Ball)
- Walter Vidal (Saint Tropez Volley-Ball) - (AS Cannes Volley-Ball)
- Alain Figaro (Nice Volley-Ball) - (AS Fréjus (volley-ball masculin)) - (Plessis-Robinson Volley-ball)
- Marc Benhamou (Nice Volley-Ball) - (AS Cannes Volley-Ball) - (Spacer's de Toulouse Volley-Ball)
- Flavien Costes (Castres Volley-Ball) - (Spacer's de Toulouse Volley-Ball)
- Olivier Audabram (Castres Volley-Ball) - (Grenoble Volley Université Club) - (ASUL Lyon Volley-Ball)
- Willy Tiedjop International Camerounais (Castres Volley-Ball) - (GFC Ajaccio Volley-Ball) - (Chaumont Volley-Ball 52) - (AES Sonel VB Yaoundé Cameroun)
- Taras Tabachuk (Tours Volley-Ball) - (Avignon Volley-Ball) - (Spacer's de Toulouse Volley-Ball) - (Martigues Volley-Ball)
- Frank Gopcevic, unique médaillé aux Jeux des Petits États d'Europe en Volley-ball et en Beach-volley
- Pascal Ferry
- Vincent Ferry
- Guillaume "Guitou" Imary
- Michael Chamy, premier médaillé en Beach-volley aux Jeux des Petits États d'Europe

### Saison 1998-1999
Championnat de Ligue B de volley-ball masculin
Entraîneur : Wieslaw Czaja
| Numéro | Nom                  | Taille | Nationalité |
| Entr   | Wieslaw CZAJA        | 1,95   | Pologne     |
| 7      | Stephane RAMIREZ     | 1,83   | France      |
| 2      | Laurent CURIAT       | 1,90   | France      |
| 11     | Frédéric BIGLER      | 1,85   | France      |
| 8      | Thierry GLOWACZ      | 1,88   | France      |
| 9      | Marc GUARY           | 1,98   | France      |
| 4      | Alexandre JIOSHVILI  | 1,99   | Géorgie     |
| 5      | Alain FIGARO         | 1,92   | France      |
| 12     | Walter VIDAL         | 1,90   | France      |
| 6      | Jean HOBAOLOC        | 1,80   | France      |
| 1      | Stephane MATHURIN    | 1,95   | France      |
| 10     | Maxime BOUVAT MERLIN | 1,85   | France      |

### Saison 1997-1998
CHAMPION DE FRANCE. Championnat de France de Nationale 2 de volley-ball masculin
Entraîneur : Wieslaw Czaja
| Numéro | Nom                 | Taille | Nationalité |
| Entr   | Wieslaw CZAJA       | 1,95   | Pologne     |
| 7      | Stephane RAMIREZ    | 1,83   | France      |
| 11     | Frédéric BIGLER     | 1,85   | France      |
| 8      | Thierry GLOWACZ     | 1,88   | France      |
| 9      | Marc GUARY          | 1,98   | France      |
| 4      | Alexandre JIOSHVILI | 1,99   | Géorgie     |
| 5      | Alain FIGARO        | 1,92   | France      |
| 12     | Walter VIDAL        | 1,90   | France      |
| 6      | Jean HOBAOLOC       | 1,80   | France      |
| 3      | Vladimir MARCHITAN  | 1,87   | France      |

### Saison 1996-1997
Championnat de France de Nationale 2 de volley-ball masculin
Entraîneur : Wieslaw Czaja
| Numéro | Nom                | Taille | Nationalité |
| Entr   | Wieslaw CZAJA      | 1,95   | Pologne     |
| 7      | Stephane RAMIREZ   | 1,83   | France      |
| 11     | Frédéric BIGLER    | 1,85   | France      |
| 10     | Pierre MACARIO     | 1,90   | France      |
| 2      | Loris CORBEAU      | 1,91   | France      |
| 8      | Manuel DI BANGO    | 1,92   | Honduras    |
| 5      | Alain FIGARO       | 1,92   | France      |
| 12     | Walter VIDAL       | 1,90   | France      |
| 1      | Jean HOBAOLOC      | 1,80   | France      |
| 3      | Vladimir MARCHITAN | 1,87   | France      |

### Saison 1995-1996
Championnat de France de Nationale 2 de volley-ball masculin
Entraîneur : Eric N'Gapeth
| Numéro | Nom                | Taille | Nationalité |
| Entr   | Eric N'GAPETH      | 1,86   | France      |
| 3      | Laurent BENHAYOUN  | 1,83   | France      |
| 11     | Frédéric BIGLER    | 1,85   | France      |
| 8      | Laurent BERAUDO    | 1,82   | France      |
| 7      | Claudio ZULIANELLO | 2,00   | Argentine   |
| 2      | Loris CORBEAU      | 1,91   | France      |
| 5      | Alain FIGARO       | 1,92   | France      |
| 12     | Walter VIDAL       | 1,90   | France      |
| 6      | Emile HO BAO LOC   | 1,80   | France      |
| 10     | Pierre MACARIO     | 1,90   | France      |